# الشيخ مسكين
مدينة الشيخ مسكين هي إحدى مدن محافظة درعا ومن أهم مناطقها. وتعتبر مدينة الشيخ مسكين من أهم مدن و قرى سهل حوران نظرا لموقعها المتوسط بين القرى الرئيسية في ريف درعا
الشيخ مسكين عقدة مُواصلات هامة تربط عدد من المحافظات السورية بالمنطقة الجنوبية (دمشق، والسويداء، والقنيطرة). ويمر الاوتستراد الدولي القديم فيها، تتوسط سهل حوران ومحافظة درعا، وهي أيضا نقطة الوصل بين مدن نوى، وازرع، وابطع، وداعل، والصنمين.
تبعد عن مركز المحافظة مدينة درعا حوالي 22 كم، وتبعد عن دمشق حوالي 80 كم.

## تسمية المدينة
"سمسكين" "سامساكين "، اسمكين"، أسماء عديدة ومتنوعة لمدينة علاقتها بالتاريخ وثيقة وقوية، وهو الأمر الذي يبدو جلياً وواضحاً بما تحتويه من أوابد وآثار تعود لمختلف الأزمنة والعصور، إنها المدينة التي تعاقبت عليها حقب كثيرة وانتهى بها المطاف لتحمل اسم مدينة «الشيخ مسكين».
تعد مدينة «الشيخ مسكين» من المناطق التي شهدت ازدهاراً واسعاً خلال العهدين اليوناني والروماني، الأمر الذي تدل عليه بعض الكتابات الموجودة على بعض الحجارة وكذلك بقايا الكنيسة التي يرجح أنها تعود للعهد الروماني، ومما زاد في أهمية المدينة أنها كانت محطة للقوافل التجارية في فترة ما قبل الإسلام، وكذلك الأمر في العهد الإسلامي ومن ثم العهد العثماني حيث كانت مدينة «الشيخ مسكين» من أكبر المراكز الإدارية في منطقة سهل «حوران»».
تتمتع الشيخ مسكين بمناخ جيد وأراضي خصبة. حيث تقع على مجاري عدة انهار وسيول ووديان في سهل حوران أهمها: وادي أبو اللبن الذي يقسم المدينة إلى قسمين. ووادي الرقاد الذي يمر بمدينة الصنمين، ووادي الهرير. حيث ينتهي معظمها إلى السدود المقامة على أطراف المدينة (سد الشيخ مسكين الشمالي وسد الشيخ مسكين الجنوبي، والتي تعتبر مخزون مائي هام لهذه المنطقة الزراعية.

## أشهر المنتوجات الزراعية
ترتفع عن سطح البحر حوالي 800 م، وتشتهر مدينة الشيخ مسكين بزراعة الحبوب، والزيتون، والبقول، والخضروات، والبامياء.

## القرى التابعة
- الدلي
- الجويمع
- الديورة
- الخارجا
- تل حمد أو حصن ميش
- الرعافة
- السحيلية
- كفر بصل
- كفر الزيغان
- جعيلة

## صور من مدينة الشيخ مسكين

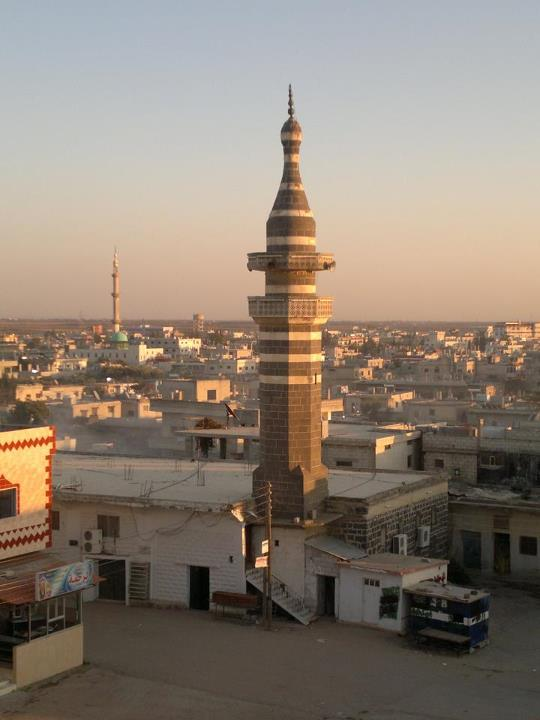
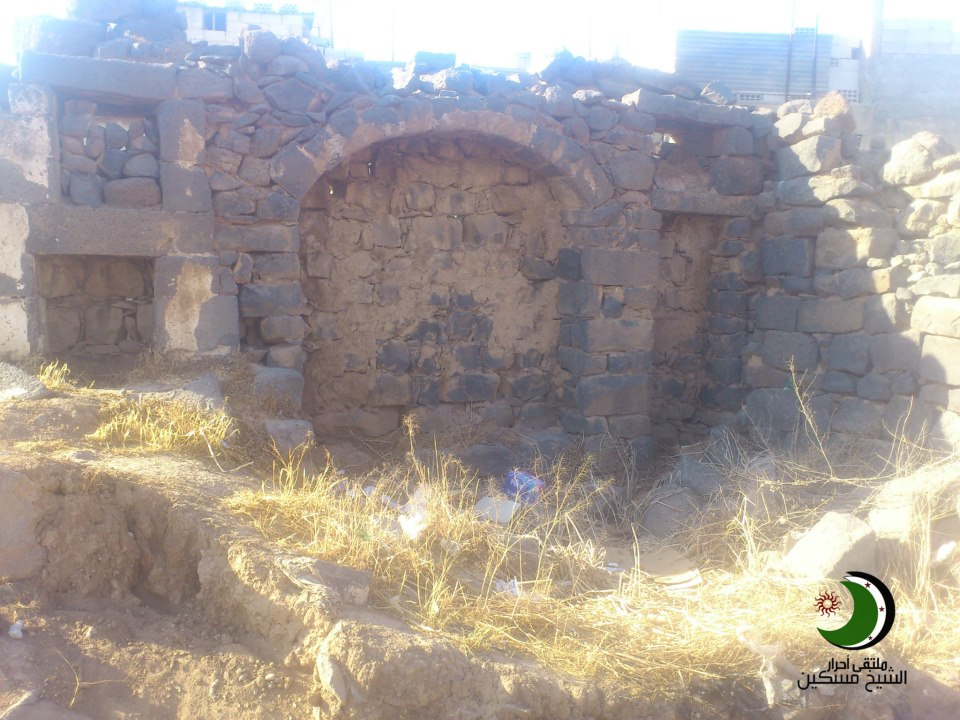
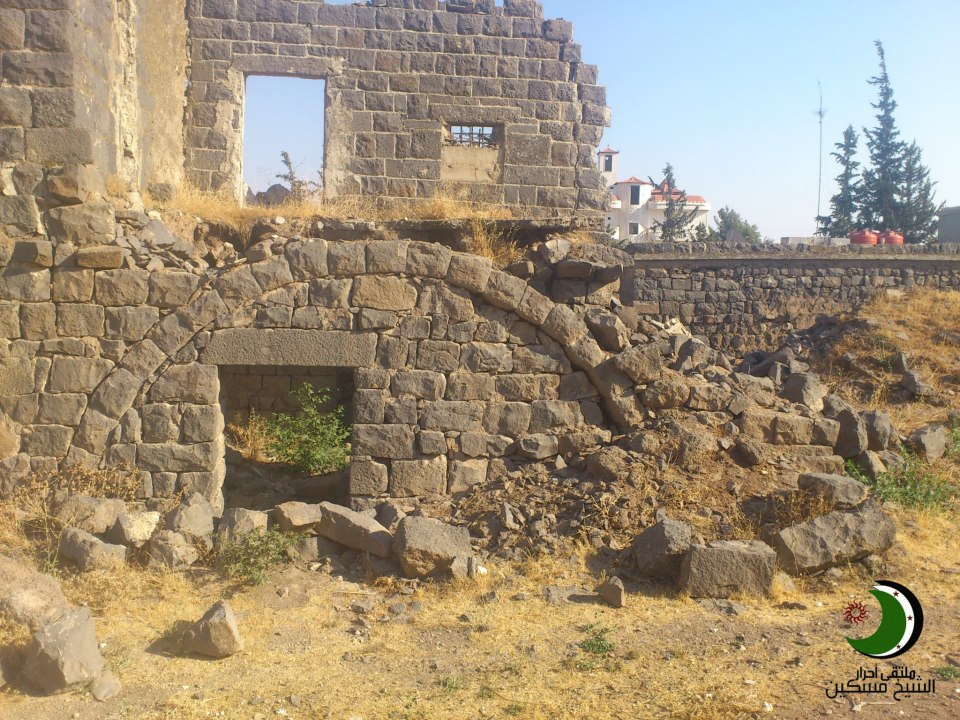
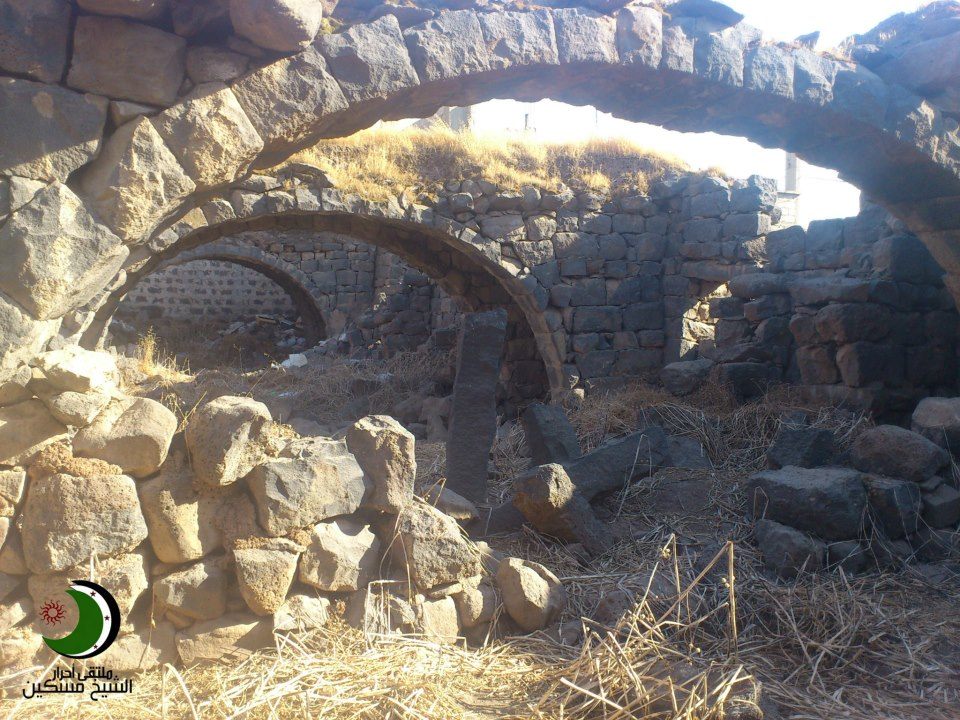
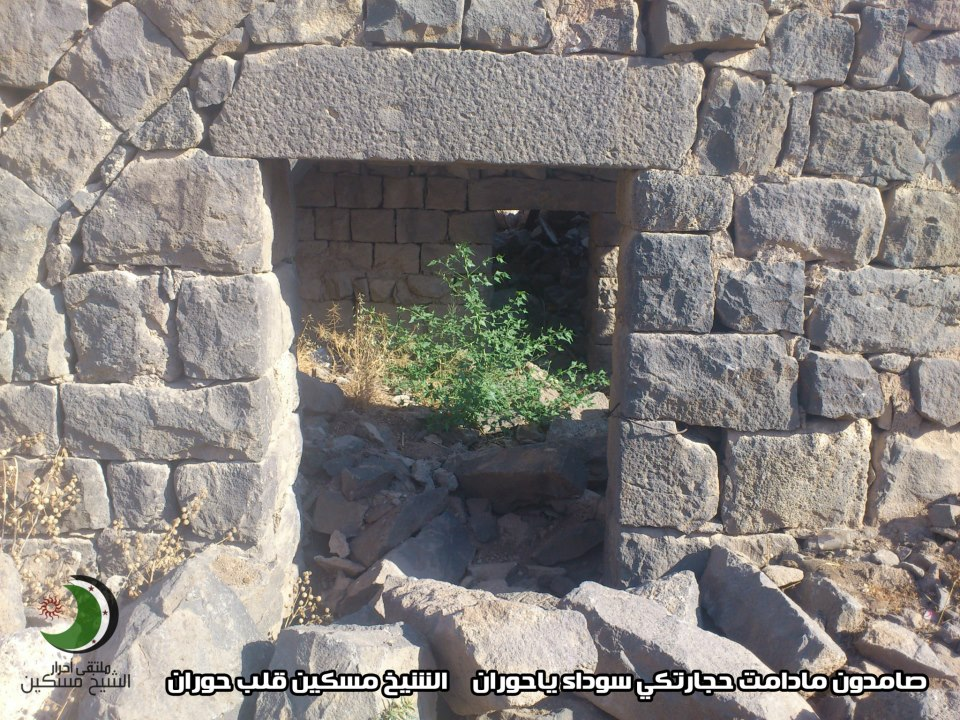
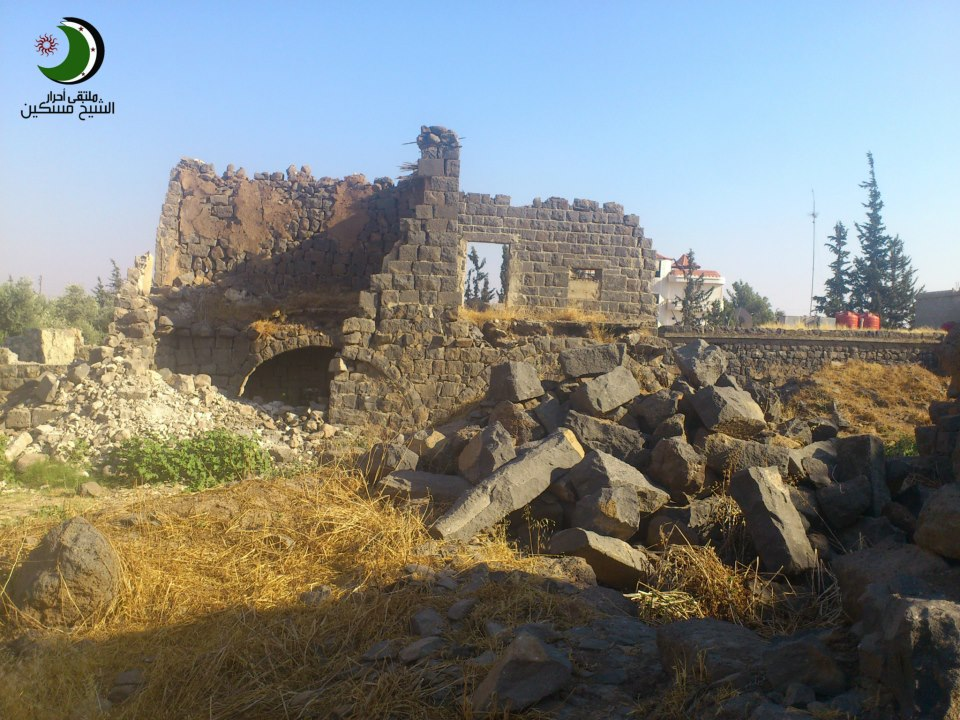
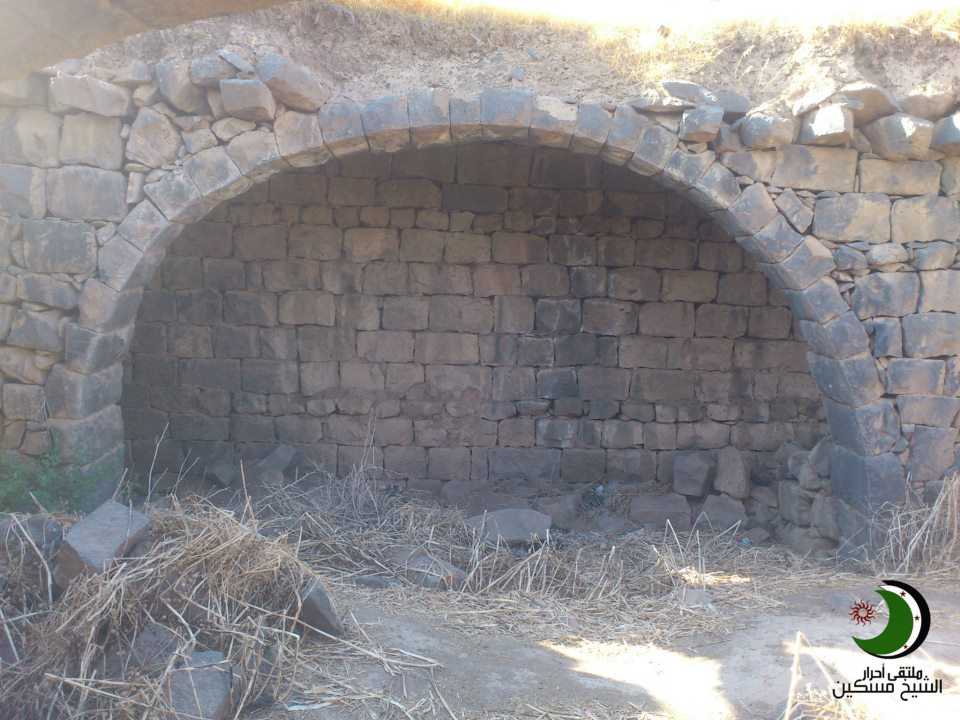

صور لمدينة الشيخ مسكين في ريف درعا